# Sylvestre Simon Samb
 (juin 2019).
Si vous disposez d'ouvrages ou d'articles de référence ou si vous connaissez des sites web de qualité traitant du thème abordé ici, merci de compléter l'article en donnant les références utiles à sa vérifiabilité et en les liant à la section « Notes et références ».
Pour les articles homonymes, voir Samb.
Sylvestre Simon Samb (1969-) est un écrivain franco-sénégalais qui vit dans la région parisienne. Il est le directeur de publication des Editions Swikie.

## Biographie
Il est né le 31 décembre 1969 en Casamance, dans le sud du Sénégal. 
Élève assez doué pour les lettres, il ne rêvait que d'une chose, adolescent, devenir journaliste. La littérature le captive aussi. Tout petit, il écrit ses premiers poèmes, avant de découvrir au collège les œuvres d'Émile Zola pour lesquelles il se passionne. L'envie d'écrire des livres se fera vite sentir. Il parcourt les grands auteurs français, Gustave Flaubert, Victor Hugo, Albert Camus, Jean-Paul Sartre avant de tomber sur un livre de l'écrivaine noire américaine Toni Morrison qui l'époustoufle tant par sa verve romanesque que sa forme d'écriture qui puise son inspiration dans la culture afro-américaine.
La curiosité l'amène à lire d'autres auteurs noirs : James Baldwin, Richard Wright et Chester Himes qui lui font non seulement découvrir des univers aussi prenants les uns que les autres mais, paradoxe, le renvoient à sa propre culture africaine. Avec ces écrivains très engagés qui revendiquent leur origine afro, il découvre le militantisme culturel et reconsidère son continent d'origine sous un œil nouveau. Il s'intéresse à son histoire et prend le parti de faire connaître la culture de ses peuples, ses blessures, ses maux et ses évolutions dans le temps, à travers les récits dans ses ouvrages.  
Son premier roman Humanité misérable sort en 2002 aux Éditions L'Harmattan de Paris. Un livre-cri où il illustre les maux qui ravagent l'Afrique d'aujourd'hui : guerres ethniques, génocides, corruptions et libertés d'expression entravées. En 2005, paraît son second ouvrage, Dièse à la clef (Éditions L’Harmattan) où il fait état du racisme et de certains préjugés liés à la couleur de la peau. En 2009 sort Un parfum d’oxalides édité par les Éditions Spinelle. L'ouvrage fait une excursion à travers les folles années libres, mai 68. Au cœur de la trame, l’héroïne Hermine, une jeune fille énigmatique, sensuelle et envoûtante, qui fait basculer l’univers de Kéziah, ce jeune étudiant noir, inscrit à la Sorbonne et jusque-là insensible aux bouleversements de son époque. Et enfin, dernière publication en date, Terra incognita, également édité par les Editions Spinelle. Ce dernier ouvrage est un voyage à travers cette Afrique du XXe siècle qui, chamboulée et déboussolée face à l'invasion de la culture occidentale, se cherche une voie de salut qu'elle peine à trouver. Le héros du livre est un jeune anglais qui lors d'un voyage en Afrique noire décide de s'y établir et devient le témoin d'un pays en pleine mutation. Il est le spectateur impuissant d'un continent qui se métamorphose et qui, au fil des décennies, semble inexorablement sombrer dans le chaos.

## Publications
- 2002, Humanité misérable, éditions Encres Noires, 236 pages  (ISBN 2747525880)
- 2005, Dièse à la clef, pour notes noires et blanches, éditions Encres Noires, 240 pages  (ISBN 2747588505)
- 2009, Un parfum d'oxalides, Éditions Spinelle, 214 pages  (ISBN 9782746607408)
- 2017, Terra incognita, Éditions Spinelle, 378 pages  (ISBN 9782955915202)
- 2018, Culture numérique, Éditions Spinelle, 80 pages  (ISBN 9782378270186)

## Formations
- Master II, Chef de projet multimédia, EM, Paris  France
- Maîtrise en Information-Communication, Université Lumière 2, Lyon  France
- Licence en Information-Communication, Université Lumière 2, Lyon  France
- DEUG (Diplôme d’Études Universitaires Générales) en Médiation culturelle, Université Lumière 2, Lyon  France
- DTS (Diplôme de Technicien Supérieur) en Communication Actions Publicitaires, IFP, Dakar  Sénégal